# Kiabi
Kiabi è un'azienda francese di distribuzione di abbigliamento pronto moda, fondata nel 1978 a Roncq da Patrick Mulliez.
Kiabi fa parte del gruppo aziendale dell'Associazione Famiglia Mulliez, che possiede tra l'altro anche il gruppo Auchan, ed è nota per aver fondato Decathlon, Leroy Merlin, e Pimkie. Il suo slogan "La moda a piccoli prezzi", si basa su prodotti a prezzi accessibili per tutta la famiglia.

## Storia
Kiabi apre il suo primo negozio nel nord della Francia, a Roncq, e fu la prima azienda a specializzarsi nella vendita di vestiti low-cost.
Nel 1997 la catena disponeva di 85 punti vendita, per un giro d'affari di 4,2 miliardi di franchi francesi.
Nel 1993 l'azienda apre negozi in Spagna, poi in Italia nel 1996, ed infine in Russia dal 2008.
Nel 2008, Kiabi ha realizzato un fatturato di 752000000 €.
Il 26 novembre 2014 viene creato ad Angers il primo negozio a marchio Kiabi Kids, dedicato esclusivamente all'abbigliamento per i bambini 0-16 anni.
Nicolas Hennon, ex amministratore delegato di Kiabi Italia, è l'attuale amministratore delegato del gruppo Kiabi dall'8 dicembre 2014 in sostituzione di Jean-Christophe Garbino. L'amministratore delegato di Kiabi Italia è Marco D'Intino.
Nel maggio 2015 Kiabi lancia il sito web SoaSoa.fr, dedicato alla moda le donne in sovrappeso.
Inoltre effettua vendite anche attraverso un sito e-commerce.

## Sedi
I primi punti vendita in franchising furono lanciati nel 2005. Inoltre, nel 2009, una parte della rete in franchising è stata affidata all'azienda Veti (gruppo Les Mousquetaires). I negozi Kiabi hanno una superficie media di 1.300 m² e si trovano in centri commerciali periferici delle grandi e medie città.
Nel 2013 Kiabi aveva centinaia di negozi in tutto il mondo, tra cui 370 in Francia, 59 in Spagna, 20 in Italia e 4 nei territori francesi d'oltremare. Era inoltre stabilito in Russia con 7 negozi, 4 negozi in Marocco, 5 in Portogallo e 1 in Polonia.

## Innovazioni
Nel mese di maggio 2014, il marchio ha lanciato la sua prima applicazione per gli utenti di Google Glass. L'applicazione Niji, sviluppata dalla propria società di consulenza, consente ai clienti di Kiabi di fotografare un articolo per ottenere informazioni simili a quelle disponibili sul cartellino. Gli abiti proposti vengono poi inviati allo smartphone dell'utente, per poi ordinarli direttamente o prenotarli nel negozio scelto.

## Strategia di gestione
Nel 2014, Kiabi si è classificato 13º nella classifica Great Place to Work. Kiabi applica al proprio interno una strategia manageriale volta a premiare le idee dei propri dipendenti. In pratica i dipendenti sono i primi innovatori e "ambassador" del brand stesso, sottoponendo al business le proprie necessità o idee per innovare l'azienda. Da questo processo per esempio sono nati dei mini-siti web dedicati a specifiche categorie di prodotti, come pyjamasandco.fr e deguisementsandco.fr. Una strategia vincente per tutti, per Kiabi che può espandere i propri servizi e prodotti; per i dipendenti che possono dire la loro nel processo di crescita aziendale e che ottengono incentivi e premi.